# Stora Karlsö
Stora Karlsö är en ö i Gotlands kommun omkring sex kilometer utanför Gotlands västkust. Ön tillhör Eksta socken. Den sträcker sig 1,5 km i nordsydlig riktning och 2 km i östvästlig. Öns omkrets är ca 6,3 km. Högsta punkten är ca 51 m. Stora Karlsö är bland annat känd för sitt rika fågelliv och intressanta flora med bl.a. många orkidéer. Med M/S Stora Karlsö finns under maj–augusti båtförbindelse till ön från Klintehamn. På ön finns restaurang, vandrarhem och möjlighet att övernatta i den gamla fyrbyn. Hela Stora Karlsö är sedan 1970 naturreservat.

## Historia
Redan för 9 000 år sedan tog sig säljägare ut till Stora Karlsö för att jaga. Många av lämningarna från stenåldern har hittats i den stora grottan Stora Förvar. I slutet av 1800-talet gjordes en utgrävning av grottan och uppåt 7 000 fynd gjordes, huvudsakligen från yngre stenåldern. Man tror att grottan har varit regelbundet använd under närmare 10 000 år.
Under bronsåldern restes flera rösen på ön. På öns högsta punkt ligger Rojsu. Mitt i röset växer det som kallas Linnés ask efter Carl von Linnés resebeskrivning 1741. På öns södra sida finns bronsåldersröset Lauphargi, ett röse med en mycket välbevarad stenmur. Rösena är cirka 3 000 år gamla.
Det finns runt 70 gravar från järnåldern på Stora Karlsö. Nära Norderhamn – på öns norra sida – finns en solfjäderformad rad av svackor. Man har haft svårt att tolka dessa svackor, men en teori är att de är båtgravar. En annan tolkning är att de varit båtlänningar, båtbäddar, från vikingatiden.
Under medeltiden pågick intensiv stenbrytning och den eftertraktade, rosafärgade "karlsömarmorn" fraktades till gotländska kyrkbyggen. Än i dag kan man se tydliga spår från stenbrytningen på södra delen av ön.
Under 1800-talet var Stora Karlsö mycket välbesökt för det goda fiskets skull. I Norderhamn fanns då ett stort fiskeläge med uppåt ett åttiotal fiskebodar som mest. I dag finns det två fiskebodar kvar från denna tid. Under perioden 1880–1887 köptes marken på Stora Karlsö successivt upp av ett nybildat bolag – Karlsö Jagt- och Djurskyddsförenings AB – i dagligt tal kallat ”Karlsöklubben”. Drivande motor i det nybildade bolaget var Willy Wöhler. I och med köpet kunde bolaget efter hand förbjuda all fågeljakt, vilket skulle komma att rädda sillgrisslans existens på Stora Karlsö.
År 1887 byggdes en fyr på Stora Karlsö och ön fick en bofast befolkning, vilken som mest bestod av fyra familjer. På 1930-talet byggdes en fyrvaktarbostad, som tillsammans med fyren är klassat som byggnadsminne. 1974 drogs elkabel ut till ön så att fyren kunde automatiseras. Åretruntbemanning fortsatte ett antal år, men numera finns det ingen fast befolkning vintertid på ön.
Filmen Inte ens det förflutna, som hade premiär 2012, spelades in på Stora Karlsö.

## Geografi och geologi
Stora Karlsö är en rest av ett urtida korallrev som omvandlats till kalksten. Ön har branta sidor åt alla håll utom åt söder. Klippbranterna är 25–45 meter höga på många ställen.
Den hårda revkalkstenen som ön består av bildades för över 400 miljoner år sedan. Denna tidsperiod kallas för silur, och då befann sig Gotland i höjd med ekvatorn. Med en vattentemperatur på närmare 30 grader Celsius var det perfekta förhållanden för de koraller som byggde upp Stora Karlsö och Lilla Karlsö.
På ön finns drygt tjugo grottor. Flera av de större ligger kring Norderhamn på norra sidan. Störst är Stora Förvar, som är 25 meter djup och nio meter hög. Den har bildats av Ancylussjöns vågor. Det finns också raukar på södra och sydvästra delarna av ön.
Öns platå är ett alvar, en nästan trädlös gräshed formad av långvarigt fårbete. Alvarmarken är en ovanlig naturtyp – förutom på Öland och Gotland finns den bara på några ställen i Sverige och övriga världen. Alvar utmärks av plan mark på kalkberggrund med tunt eller inget jordtäcke. Under drygt hundra år utan bete på Stora Karlsö växte heden igen med buskar. Under de senaste åren har dock beteslandskapet restaurerats – buskar och snår har röjts bort och fåren är tillbaka. Det har lett till att torktåliga och ljuskrävande alvarväxter gynnats, bland annat de många orkidéer som finns på ön.

### Stora Förvar

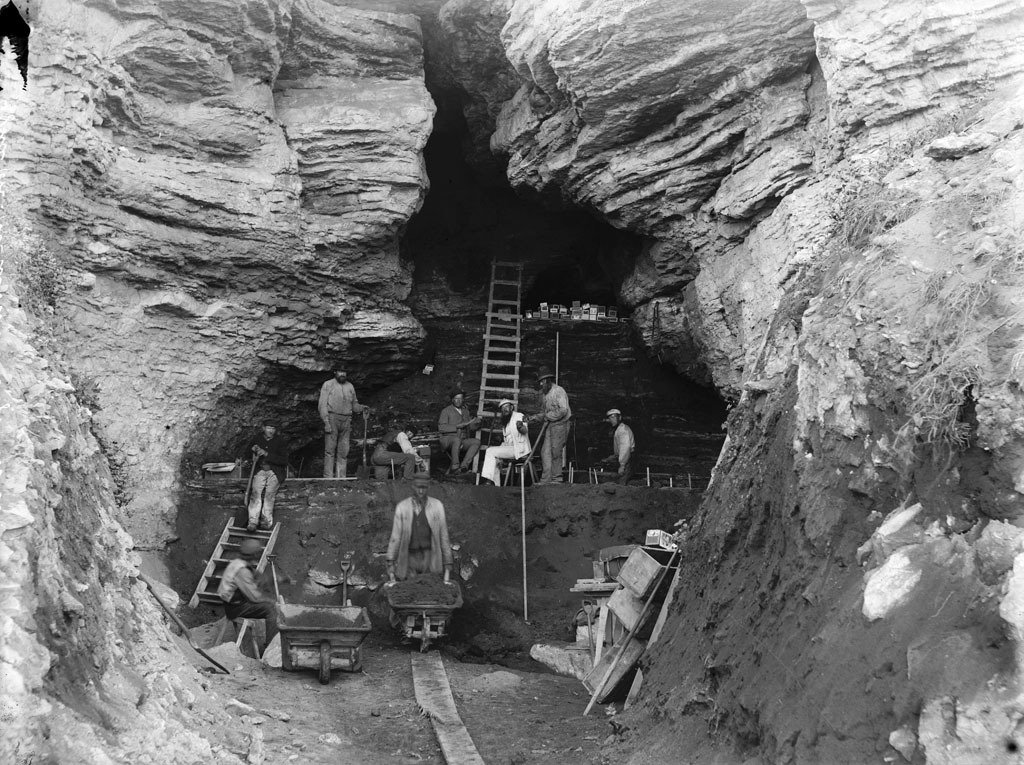
Utgrävningen av Stora Förvar 1891.

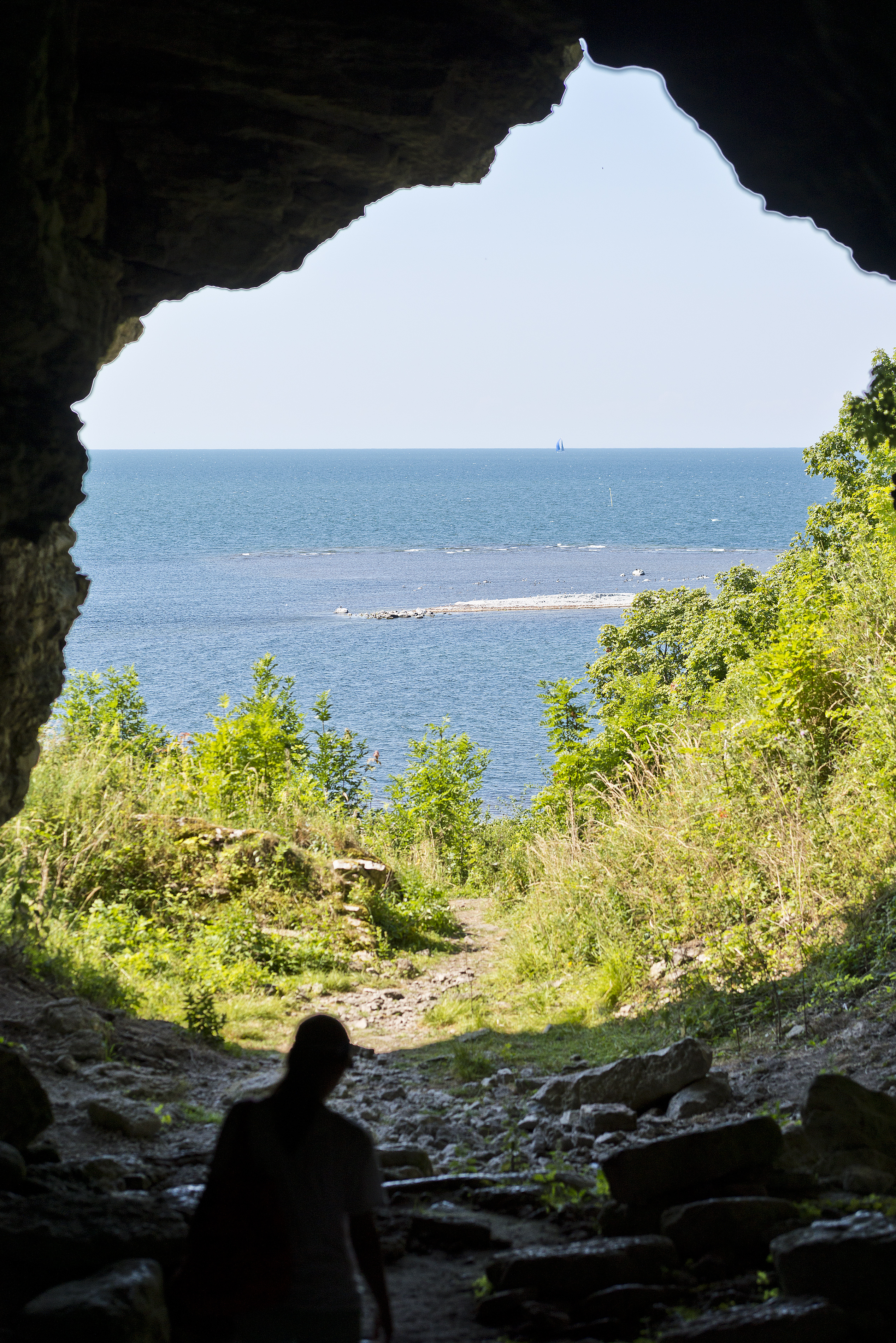
Stora Förvar Stora Karlsö 2014

I grottan Stora Förvar upptäckte man 1887 ett kulturlager på cirka fyra meter och det undersöktes åren 1888–1893 av Lars Kolmodin och Hjalmar Stolpe. Fynden tolkades och bearbetades senare av Hanna Rydh. Det visade sig att större delen av kulturlagret hade bildats under stenåldern och bland annat kan kopplas till den gropkeramiska kulturen. I de övre lagren fanns föremål från bronsåldern, järnåldern och även medeltiden. Bland fynden fanns mängder av keramik och djurben, bland annat av svin och nötkreatur. Man fann även människoben. Bland redskapen fanns harpunspetsar av ben och horn, sannolikt använda vid säljakt. Grottan kan under olika tider omväxlande ha använts som bostad och som avskrädesplats.

## Ekologi
Stora Karlsö är känd för sitt enormt rika fågelliv, men även växtligheten är välutvecklad.

### Djurliv
De enda däggdjur som förekommer på ön är ett par arter av fladdermöss samt skogshare, som inplanterats ett antal gånger. I mars 2010 fanns inga exemplar kvar av skogsharen, men sommaren 2013 fanns de återigen. På 1800-talet fanns svartråtta, men den försvann 1881.
På Stora Karlsö domineras fågellivet av alkor. Tre arter av familjen alkfåglar är representerade: sillgrissla, tordmule och tobisgrissla. Sillgrisslorna är de mest kända och omskrivna alkorna på ön med sina cirka 20 000 par. Tordmularna är dock ännu talrikare med en population om 10 000 till 12 000 par, medan tobisgrisslan häckar med ett halvdussin par. I månadsskiftet juni/juli hoppar sillgrissleungarna från de höga klipporna på ön. Ungarna, ännu inte flygfärdiga, kastar sig i skymningen ut från klipphyllorna. Ungens feta mage fungerar som skydd vid nedslaget i den hårda marken och endast cirka 1 % av ungarna slår ihjäl sig i fallet.
Andra vanliga häckfåglar på Stora Karlsö är ejder, svärta, gråtrut, silltrut och sedan några år tillbaka även storskarv.
Under 2008 fick en gotländsk firma med sportfiskeguider möjlighet att fiska runt ön. Man genomförde DNA-prov på havsöringarna man fångade och släppte tillbaka, för att se hur många fiskar som var vilda och hur många som var odlade.

### Växtliv
Den alvarmark och det tunna jordtäcke som kännetecknar stora delar av ön gör att torktåliga och ljuskrävande växter gynnas, bland annat orkidéerna Adam och Eva och S:t Pers nycklar.
Öns vanligaste växt är fårsvingel. I klippkanternas rasbranter finns lummiga lövskogsremsor med rik växtlighet av blommande örter. I april–maj dominerar svalört, sippor och nunneörter. Senare under sommaren är spenört, hundkäx och skogsbingel vanliga, liksom stor kustruta och brudbröd. En mycket karaktäristisk växt för magra kalkmarker är tulkörten som finns rikligt på ön.
Den tidiga vårblomman på ön är våradonis. Öns rika flora innehåller andra sällsynta arter som till exempel karlsösallat, gullborste, tovsippa, alvarveronika, hylsnejlika och dvärgviol.

## Fornlämningar på Stora Karlsö

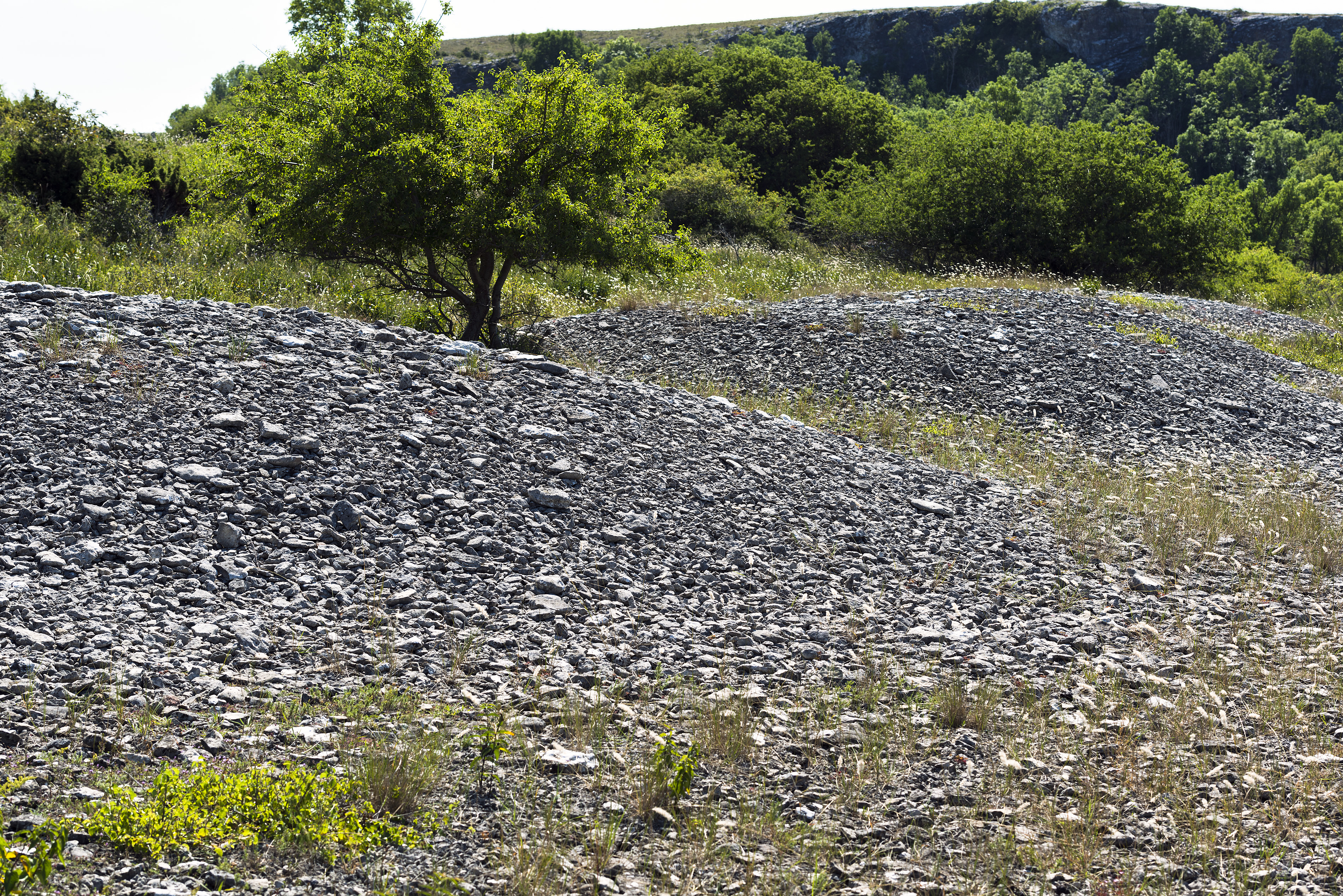
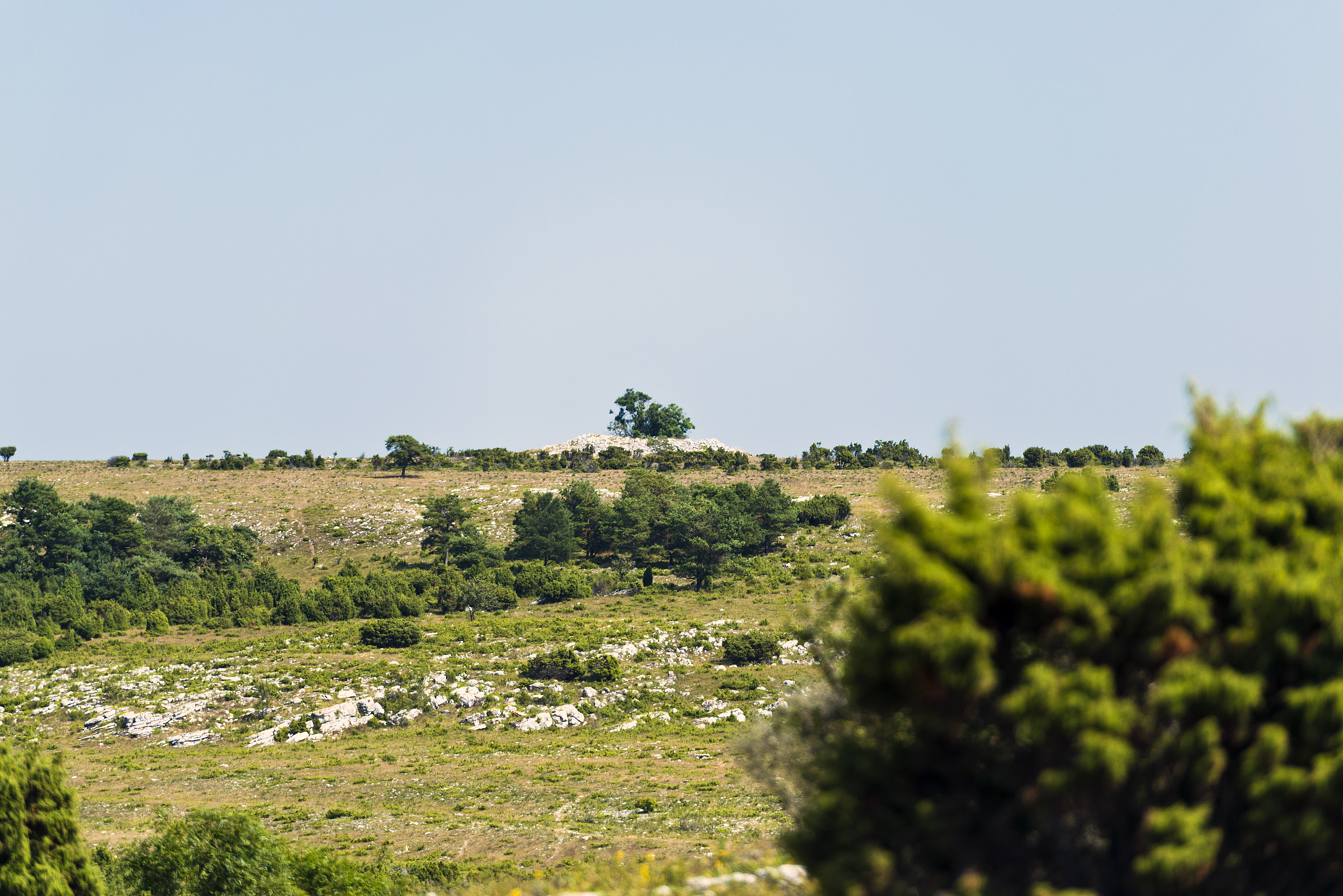
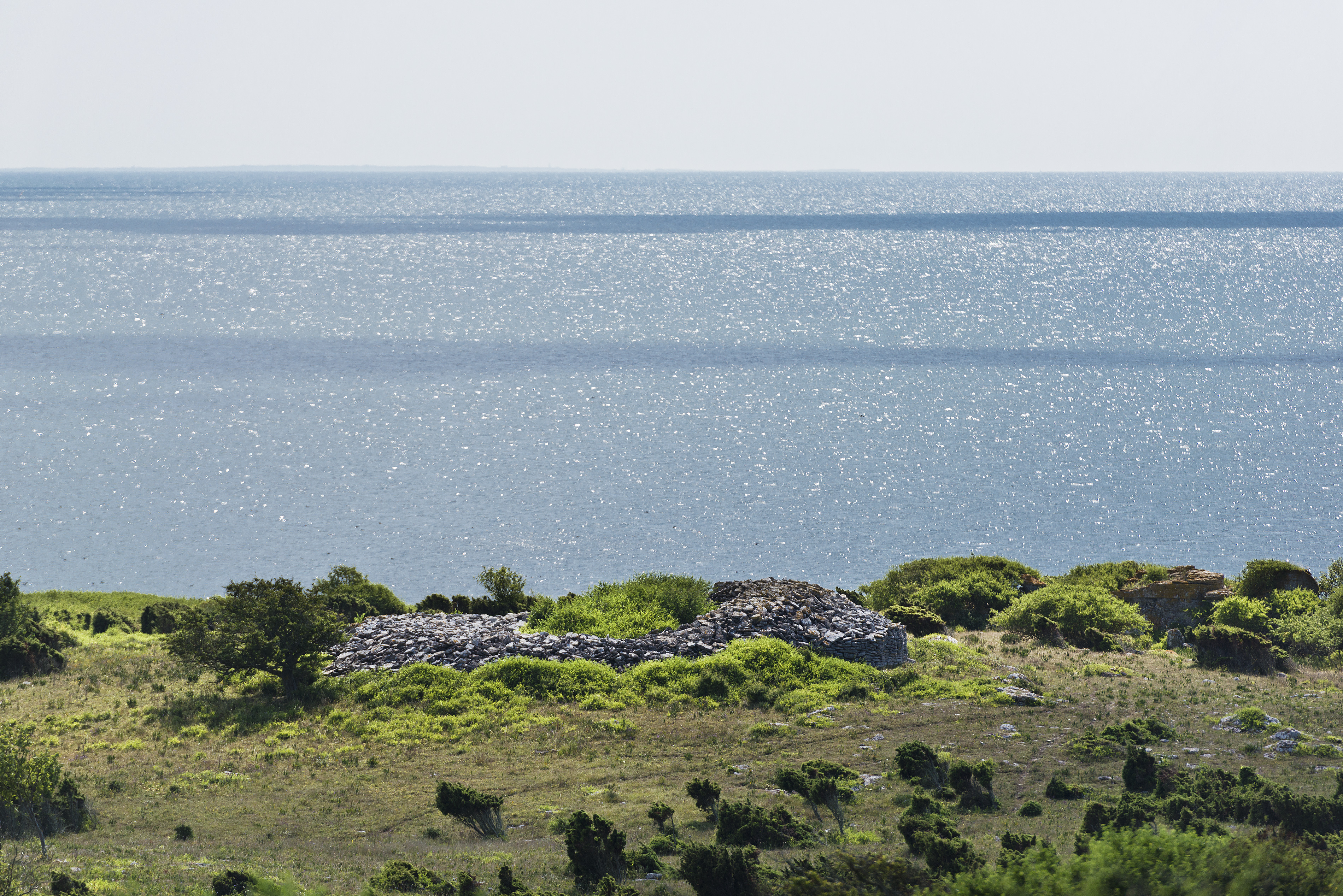